# Mr. Crowley
«Mr. Crowley» es una canción del cantante británico Ozzy Osbourne acerca del ocultista Aleister Crowley. Fue incluida inicialmente en el álbum debut de Osbourne, Blizzard of Ozz, en septiembre de 1980 en el Reino Unido, y dos meses más tarde fue publicada como sencillo en su versión en directo. Fue escrita por Osbourne, el guitarrista Randy Rhoads y el bajista y compositor Bob Daisley.
La canción inicia con un solo de teclado interpretado por Don Airey. Los solos de guitarra de la canción tocados por Randy Rhoads están considerados entre los mejores dentro del género del heavy metal. El solo fue ubicado en la posición número 28 de la lista de los mejores solos de guitarra de la historia creada por la revista Guitar World. La canción fue ubicada en la posición número 25 en la lista de las mejores canciones de heavy metal de la historia, según una encuesta realizado por Gibson.

## Historia y desarrollo

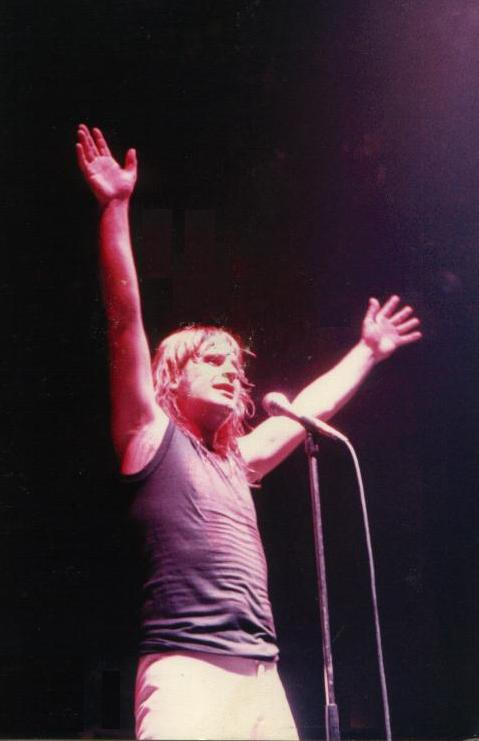
Ozzy Osbourne en 1981.

"Mr. Crowley" es uno de los dos sencillos del álbum Blizzard of Ozz, el primero de los cuales fue "Crazy Train". La letra de la canción surgió de un libro dedicado al popular ocultista Aleister Crowley que Osbourne había leído, y de una baraja de cartas del tarot que fue encontrada en el estudio cuando la banda inició la grabación del disco.
El bajista Bob Daisley (autor de la letra) declaró en 2021 a la revista Rolling Stone que, dado lo oscuro del tema y que Aleister Crowley había sido satanista, no quería escribir una canción negativa: «Quería hacer algo así como dirigirme a Mr. Crowley y decirle, ‘¿Qué demonios estabas pensando? ¿Qué estabas haciendo? ¿Qué se te pasó por la cabeza?’». Pese a ello, fue principalmente la inclusión de este tema en el álbum —junto con la polémica portada con Ozzy blandiendo un crucifijo y su pasado con la banda Black Sabbath— lo que facilitó que Osbourne fuera rápidamente etiquetado como satánico por la derecha cristiana, hecho que a su vez fomentó su popularidad entre los fanes como «Príncipe de las Tinieblas» del metal.
En cuanto a la grabación del solo de órgano inicial, Don Airey contó: “Me tocaron la canción y dijeron: «Necesitamos algún tipo de introducción”. Lo gracioso fue que tenía todos los teclados en la sala de control. Y allí estaba Max Norman, el ingeniero. Y la banda estaba sentada detrás del escritorio como un juez y un jurado. Los eché a todos y dije: «Volved en media hora y ved qué se me ocurre». Se fueron y Ozzy volvió después de media hora. Le mostramos lo que habíamos hecho y él dijo: «Fue como si te hubieras conectado a mi cabeza». Luego agregué algunos fragmentos [de teclado] a la pista real, pero no había mucho que pudieras hacer con esa pista. La guitarra lo decía todo y no quería estropearlo.

## Versiones
Bandas como Moonspell (Darkness and Hope, 2001) y Cradle of Filth (Nymphetamine, 2004) han interpretado versiones de la canción, al igual que Tim "Ripper" Owens (con Yngwie Malmsteen en la guitarra) en el álbum tributo Bat Head Soup: A Tribute to Ozzy. Joe Lynn Turner, George Lynch y The Cardigans también han grabado versiones de "Mr. Crowley".
En el videojuego Fallout 3 se presenta la letra de la canción. En el juego aparece además un personaje llamado "Mister Crowley".
La canción también es utilizada en el videojuego Brütal Legend, y fue incluida en el catálogo de canciones de Guitar Hero World Tour junto con "Crazy Train".

## Créditos
- Ozzy Osbourne – voz
- Randy Rhoads – guitarra
- Bob Daisley – bajo
- Don Airey – teclados
- Lee Kerslake – batería